# 賈爾
賈爾是匈牙利的城鎮，位於該國北部，毗邻首都布達佩斯，由佩斯州負責管轄，面積24.93平方公里，2011年人口23,431。自二十世紀九十年代，該鎮發展不少工廠和物流中心。

## 外部連結
- Street map （页面存档备份，存于） （匈牙利文）